# تاکاکورا ۵۵۷۸
سیارک ۵۵۷۸ (به انگلیسی: 5578 Takakura، نامگذاری:1987BC) پنج هزار و پانصد و هفتاد و هشتمین سیارک کشف شده‌است که در ۲۸ ژانویه ۱۹۸۷ کشف شد.
قدر مطلق سیارک برابر ۱۲٫۱۰ است.